# Rudolf Dauber
Rudolf Dauber (* 12. April 1899 in Heftrich; † 15. November 1980 in Diez) war ein deutscher Politiker (CDU).

## Leben und Beruf
Rudolf Dauber besuchte die Volksschule, die Realschule Idstein und die Oberrealschule Mainz und studierte zwei Semester Volkswirtschaft. 1917 bis 1918 leistete er im Ersten Weltkrieg Kriegsdienst und begann 1919 eine Tätigkeit bei der Nassauischen Landesbank in Wiesbaden und Frankfurt. 1925 war er Leiter der Bankfilialen in Selters, Kelkheim, Nassau und Diez. 1948 war er Leiter der Kopfstelle Oberlahnstein für 15 Filialen der Nassauischen Landesbank im Regierungsbezirk
Montabaur, später folgte eine leitende Tätigkeit bei der Landesbank Rheinland-Pfalz.

## Politik
Dauber wurde 1934 Mitglied der NS-Kriegsopferversorgung und 1935 Mitglied der DAF. 1946 gehörte er zu den Mitbegründern der CDU in Diez. Für seine Partei war er Mitglied des Stadtrats Diez und des Kreistags. 1946/47 war er Mitglied der Beratenden Landesversammlung des Landes Rheinland-Pfalz. Dem Rheinland-Pfälzischen Landtag gehörte er vom 4. Juni 1947 bis zum 17. Mai 1951 (1. Wahlperiode) und vom 1. Juni 1955 bis zum 18. Mai 1959 (3. Wahlperiode) an. Im Landtag war er in der ersten Wahlperiode Mitglied im Haushalts- und Finanzausschuss und im Wirtschafts- und Verkehrsausschuss. In der 3. Wahlperiode war er Mitglied im Haushalts- und Finanzausschuss.

## Ehrungen
- 1965: Bundesverdienstkreuz 1. Klasse